# Ruacanafälle
Die Ruacanafälle sind ein Wasserfall des namibisch-angolanischen Grenzflusses Kunene, der hier in der Regenzeit bis zu 107 Meter tief in eine bis zu 1067 Meter breite Schlucht stürzt.

## Beschreibung
Ihren Namen tragen die Fälle nach der in der Nähe gelegenen Kreisstadt Ruacana. Direkt am Wasserfall befinden sich das unterirdisch angelegte Ruacana-Wasserkraftwerk. Es wurde ursprünglich in den 1970er-Jahren als Teil des Cunene-Projekts erbaut und ist das größte Elektrizitätswerk Namibias.
Durch die jahreszeitlich bedingten, starken Wasserstandsschwankungen und die Verwendung des Flusswassers zur Stromerzeugung bietet der Wasserfall nur bei Hochwasser, häufig gegen Ende der Regenzeit im März und April, oder bei Schleusenöffnung ein beeindruckendes Schauspiel.